# Gingerbread

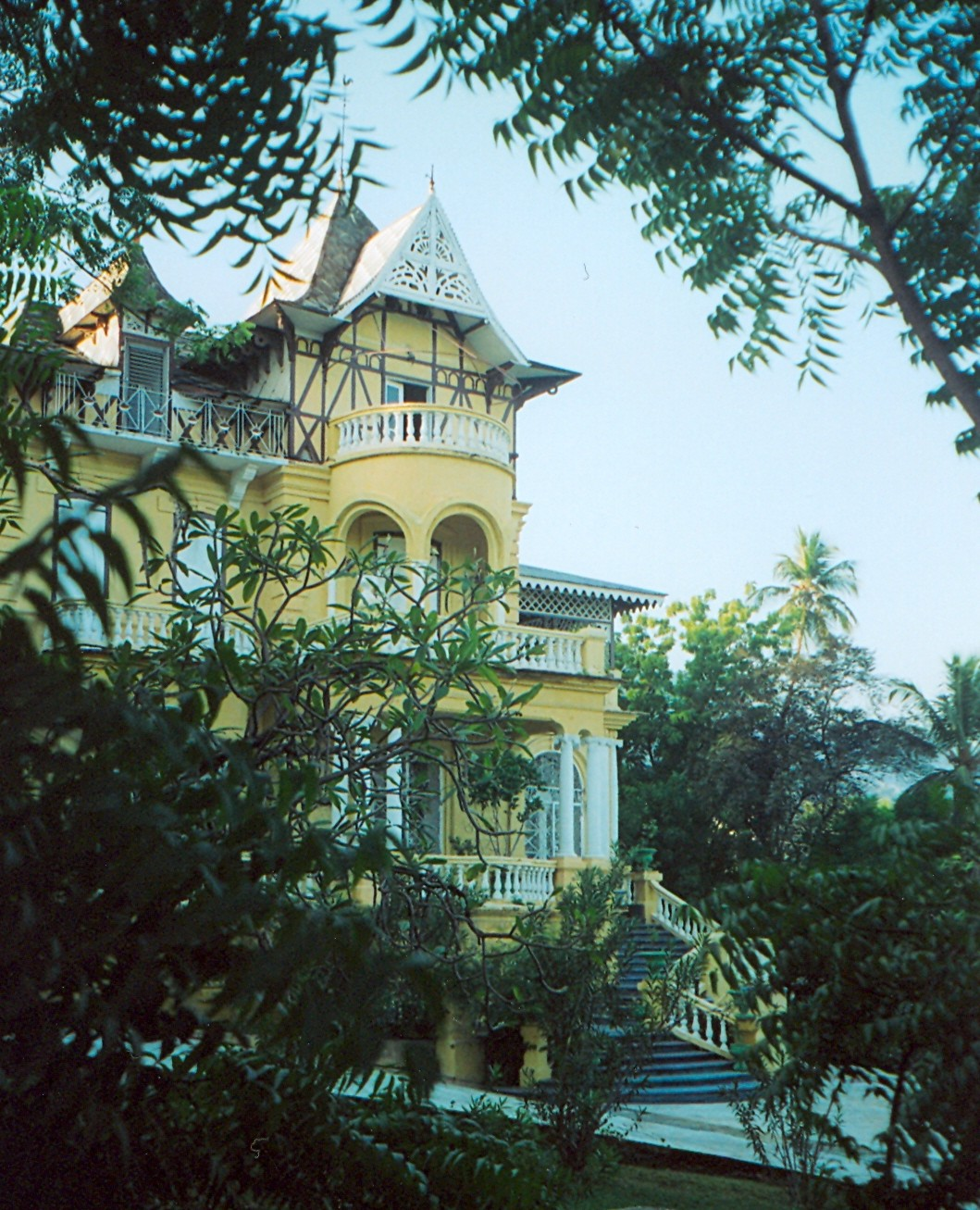
Uma gingerbread em Porto Príncipe

Gingerbread são um estilo arquitetônico que se originou no Haiti no final do século XIX. O termo Gingerbread foi cunhado por turistas americanos na década de 1950, notando as semelhanças que o estilo tinha semelhança com os edifícios da era Vitoriana nos Estados Unidos.

## História
O movimento do estilo começou em 1881 com o Palácio Nacional do Haiti. Em 1895, três jovens haitianos -Georges Baussan, Léon Mathon, e Joseph-Eugène Maximilien -, viajaram para Paris para estudar arquitetura, e foram inspirados a construir baseados no movimento arquitetônico nascente, adaptando o estilo parisiense ao clima do Haiti, concebendo casas com padrões vibrantes e cores extravagantes inspiradas na arquitetura de resorts franceses.

## Características
A gingerbread combinava os conhecimentos  arquitetônicos de que surgiam no exterior com uma compreensão do clima do Caribe e suas condições de vida. Elas eram construídas com portas altas, tetos altos, com torres nos telhados para redirecionar o ar quente para cima de seus cômodos, juntamente com janelas com venezianas em todos os lados em vez de vidro para compensar os dias mais escaldantes, e quadros de madeira flexíveis, com a capacidade de resistir à tempestades e terremotos, construídas com varandas ao redor da casa. As casas são geralmente construídas de madeira, alvenaria ou de pedra e barro.

## Preservação
Este  patrimônio arquitetônico do Haiti está seriamente ameaçado, devido ao envelhecimento natural da madeira, o tempo, os alto custos de restauração e reparos são pouco favoráveis para a sobrevivência dessas casas. O estilo foi incluso na lista 2010 World Monuments Watch. No entanto, apenas 5% das cerca de 300.000 casas foram parcialmente ou totalmente afetadas pelo terremoto de 2010, em comparação com 40% de todas as outras infra-estruturas, o que levou especialistas em conservação dos EUA a acreditar que essa arquitetura pode ser um modelo para construções resistentes a sismos no futuro.

## Leitura complementar
- «The Gingerbread Houses of Port-au-Prince, Haiti»